# معزز علمية جيغ
معزز علمية جيغ (بالتركية: Muazzez İlmiye Çığ)‏ (20 يونيو 1914 - 17 نوفمبر 2024)، هي عالمة آثار تركية من أصل تتاري قرمي تخصصت في علم الآشوريات والحضارة السومرية واعتُبرت إحدى أفضل العالمات في هذا المجال. ولدت يوم 20 حزيران 1914 في بورصة في الدولة العثمانية. عملت أستاذة جامعية شعبة علم الاثار تخصص علم آثار الآشوريين.